# Liste des abbés et prieurs de l'abbaye de Marmoutier de Tours

## Liste des abbés
- 371-397 : saint Martin Ier de Tours
- 397-4?? : Aicard
- 4??-??? : Guildemand
- ???-??? : Pérégrin
- ???-??? : Andemand
- ???-??? : Dominique
- ???-??? : Hildemar
- ???-??? : Mainfroid
- ???-??? : Déodat
- ???-??? : Ulgin
- ???-??? : Hildric
- ???-??? : Martin II
- ???-??? : Godon
- ???-??? : Latinus
- ???-??? : Gymon
- ???-??? : Fandille
- ???-??? : Boniface
- ???-??? : Eustache
- ???-??? : Froterius
- ???-??? : Guichard
- ???-??? : Genesius
- ???-??? : Volusien
- ???-??? : Antime
- ???-??? : Rigisnaire
- ???-??? : Desiderius
- ???-??? : Principius
- ???-??? : Pierre Ier
- ???-??? : Félix
- ???-??? : Baudelus
- ???-??? : Clément
- ???-640 : Thibaud
- 640-??? : Bernon
- ???-??? : Pierre II
- ???-??? : Aigulphe
- ???-??? : Franeilion
- ???-??? : Ananius
- ???-??? : Jean Ier
- ???-??? : Daniel
- ???-??? : Isambert
- 752-757 : Hamticus
- 757-??? : Robert Ier
- ???-??? : Alexandre Ier
- ???-??? : Berthaire
- ???-??? : Gardegisile
- ???-??? : Raoul
- ???-??? : Michel
- ???-??? : Ismarus
- ???-??? : Romain
- ???-??? : Gandescalcus
- ???-??? : Bartholomée
- ???-??? : Léon
- ???-??? : Betarius
- ???-??? : Leoderarius
- ???-??? : Agilus
- ???-??? : Jonas
- ???-??? : Anfrisius
- ???-??? : Siomirus
- ???-814 : Baydulus
- 814-834 : Jérémie
- 834-842 : Théoton
- 842-843 : Adalard
- 843-846 : Renaud
- 846-851 : Vivien
- 851-853 : Robert II le Fort, comte de Paris  (1)
- 853-860 : Héberne
- 860-862 : Louis Ier
- 862-864 : Hubert
- 864-866 : Engelvuin
- 866-867 : Robert II le Fort, comte de Paris  (2)
- 867-868 : Hugues Ier
- 868-888 : Hugues II
- 888-923 : Robert III
- 923-956 : Hugues III le Grand, comte de Paris
- 956-982 : Hugues IV Capet, futur roi de France
- 982-986 : saint Mayeul
- 986-991 : Gilbert
- 991-1000 : Bernerius
- 1000-1007 : Garisbert
- 1007-10?? : Sicbard
- 10??-1015 : Richard
- 1015-1032 : Évrard
- 1032-1063 : Albert, ami d'Amaury Ier de Montfort (mort vers 1060), qui lui donne vers 1052, le monastère de la Trinité de Seincourt ou il fonda à la place le prieuré Saint-Thomas d'Épernon la même année.
- 1063-1084 : bienheureux Barthélémy de Tours (évêque de Tours)
- 1084-1100 : Bernard de Saint-Venant
- 1100-1104 : Hilgod de Gometz, ancien évêque de Soissons
- 1104-1124 : Guillaume de Combourg
- 1124-1137 : Eudes Ier
- 1137-1155 : Garnier
- 1155-1163 : Robert IV Méguier
- 1163-1176 : Robert V de Blois
- 1176-1177 : Pierre III de Gascogne
- 1177-1187 : vénérable Hervé de Villepreux
- 1187-1210 : Geoffroy Ier de Coursol
- 1210-1227 : Hugues V de Rochecorbon
- 1227-1229 : Geoffroy II
- 1229-1232 : Guérin
- 1232-1236 : Hugues VI
- 1236-1262 : Geoffroy III de Conam
- 1262-1283 : Étienne de Vernou
- 1283-1296 : Robert VI de Flandres
- 1296-1312 : Eudes II de Bracéoles
- 1312-1330 : Jean II de Mauléon
- 1330-1352 : Simon Le Maye
- 1352-1363 : Pierre V du Puis
- 1363-1376 : Géraud Ier du Puis
- 1376-1389 : Géraud II Paute
- 1389-1412 : Élie d’Angoulême
- 1412-1427 : Guy Ier de Lur
- 1427-1453 : Pierre VII Marquez de La Bédovère
- 1453-1458 : Guy II Vigier l’Ancien
- 1458-1498 : Guy III Vigier le Jeune
- 1498-1505 : Louis II de Pot
- 1505-1512 : François Ier Sforza de Milan
- 1512-1537 : Matthieu Gaultier
- 1537-1539 : Philippe Hurault de Cheverny, aussi abbé de Bourgueil
- 1539-1550 : cardinal Jean III de Lorraine
- 1550-1563 : cardinal Charles Ier de Lorraine
- 1563-1583 : Jean IV de La Rochefoucauld
- 1583-1584 : Jacques II d’Avrily
- 1584-1604 : cardinal François II de Joyeuse
- 1604-1610 : Charles II de Bourbon
- 1610-1617 : Sébastien Dori-Galigaï (frère de Léonora Dori)
- 1617-1629 : Alexandre II de Bourbon-Vendôme
- 1629-1629 : cardinal Pierre VIII de Bérulle
- 1629-1642 : cardinal Armand-Jean du Plessis de Richelieu
- 1642-1652 : Jean-Baptiste Amador de Vignerot du Plessis de Richelieu
- 1652-1665 : Emmanuel-Joseph de Vignerot du Plessis de Richelieu
- 1665-1721 : Jules-Paul de Lionne
- 1721-1737 : Louis III de Bourbon-Condé, comte de Clermont

## Liste des prieurs
- 1737-1739 : Bonaventure Aubert
- 1739-1742 : René Ier Juniéri
- 1742-1745 : Jean-Baptiste Floyrac
- 1745-1751 : Jean V Murault
- 1751-1754 : Thomas Arnault-Lapie
- 1754-1757 : Mathurin Le Fresne
- 1757-1763 : René II Jean Rouand
- 1763-1766 : René III Even
- 1766-1772 : René IV Desmares
- 1772-1778 : Anne-Joseph Géffroy de Villebranche (1)
- 1778-1783 : Antoine Quinquet a pour cellérier dom Marie,
- 1783-1788 : Anne-Joseph Géffroy de Villebranche (2), a pour cellérier dom Marie qui reçoit de 1781 à 1786 une correspondance de Rimmonneau, receveur et régisseur du prieuré Saint-Magloire de Léhon[1]
- 1788-1789 : François-Xavier Estin
- 1789-1790 : Jean-Charles DeLaManche